# Hack
Et hack er en betegnelse for at ændre eller forbedre et produkt eller et computerprogram, eller at udvikle noget helt nyt ud fra dele af noget eksisterende. Begrebet anvendes hovedsagelig indenfor elektronik og computersoftware. Et hack kan eksempelvis være sammenbygningen af elektroniske komponenter fra hverdagselektronik til et produkt med en helt ny funktion, eller udvikling af et særligt snedigt computerprogram som forbedrer eller udnytter eksisterende data eller tjenester. Et eksempel på anvendelsen af betydningen indenfor programmering er f.eks. et hackathon, hvor programmører mødes for at "hacke" noget sammen indenfor et relativt kort tidsrum.
Begrebet overlapper i visse betydninger med de relaterede begreber rooting og modding, og kan således også anvendes indenfor f.eks. tuning af elektronikken i biler.
En relativt ny gren af brugen af ordet er Lifehack, hvilket er en betegnelse for mere eller mindre opfindsomme metoder til at gøre hverdagen nemmere, enklere og smartere.